# Villa Mondragone

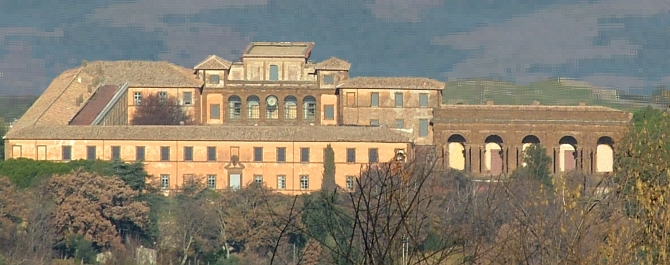
Ansicht der Villa Mondragone von Tusculum

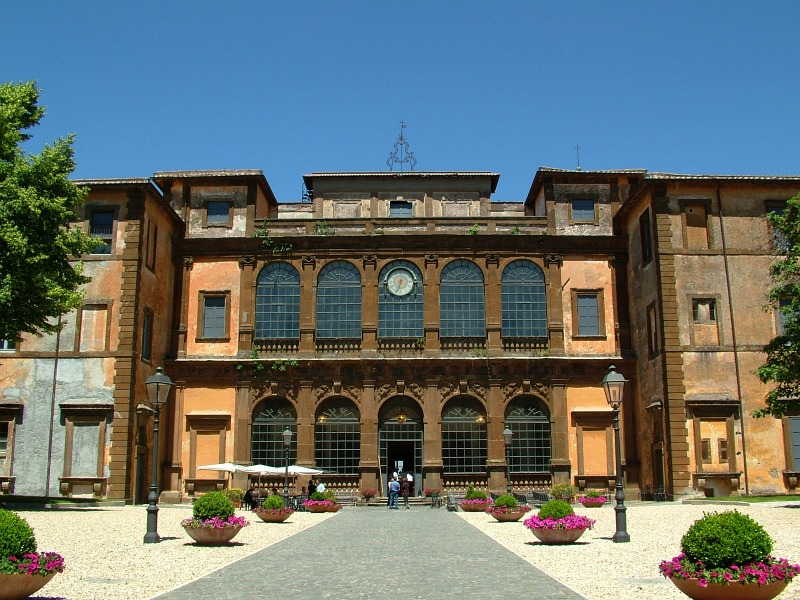
Villa Mondragone

Die Villa Mondragone ist das größte tusculanische Landhaus des 16. Jahrhunderts. Sie gehört zur Gemeinde Monte Porzio Catone, etwa 30 Kilometer östlich von Rom.

## Baugeschichte
Der erhöht auf einem Hügel gelegene Gebäudekomplex gehört zu einer Gruppe von entlang der via Tuscolana gelegenen Villen zwischen Frascati und dem Monte Porzio Catone. Die Villa überragt ein 18 Hektar großes parkartiges Gelände.
1567 erwarb Kardinal Marco Sittico Altemps (Markus Sittikus von Hohenems) von Ranuccio Farnese die auf dem Gelände gelegene Villa Angelina, ein von den Ausmaßen her eher bescheidenes Gebäude, die später in Villa Tusculana umbenannt, und schließlich, nach dem Bau der Villa Mondragone, nur noch alte Villa (villa Vecchia) genannt wurde. Zunächst ließ Altemps diese bereits bestehende Villa von den Architekten Jacopo Barozzi da Vignola und Martino Longhi dem Älteren erweitern. Nach dem Abschluss dieser Arbeiten im Jahre 1571 hielt sich dort der Kardinal Ugo Buoncompagni, der spätere Papst Gregor XIII. für längere Zeit auf.
Der Legende nach stammte der Vorschlag, eine weitere größere Villa auf den Ruinen der villa dei Quintili aus dem Jahr 151 n. Chr. zu errichten, von Buoncompagni. Die Planung übernahm Martino Longhi. Altemps, ein überzeugter Anhänger des Papstes, ließ die im Wappen der Familie Buoncompagni vorhandenen Symbole von Drachen an zahlreichen Stellen der Außenfassade des Gebäudes einarbeiten und bei der Gartengestaltung verwenden. Diesen markanten Drachenabbildungen hat die Villa Mondragone ihren Namen zu verdanken. Hier verkündete am 24. Februar 1582 Papst Gregor XIII. mit der Bulle „Inter Gravissimas“ die Kalenderreform, mit welcher zwischen dem 4. und 15. Oktober desselben Jahres zehn Tage wegfielen.
Um 1613 erwarb Scipione Caffarelli Borghese, ein Neffe von Papst Paul V., die beiden Villen und den dazugehörigen Besitz von Graf Gian Angelo Altemps, dem Neffen des Kardinals Altemps für den stolzen Preis von 300.000 scudi. Ein solcher Landsitz in Frascati war neben einer römischen Stadtvilla unabdingbares Statussymbol. Die Familie Borghese residierte dort jeweils für die Frühjahrs- und Herbstmonate der sogenannten villeggiatura. Scipione Caffarelli Borghese ließ die Villa Mondragone und die Außenanlagen zwischen 1616 und 1618 wesentlich erweitern. Er beauftragte hierzu den flämischen Architekten Jan van Santen (Giovanni Vasanzio), mit dem Ziel, aus der bestehenden Villa eine gigantische Gebäudestruktur zu bilden. Auf van Santen geht der große quadratische Hof im Süden zurück, der durch Teilung des bestehenden Gartens entstand und an die Gestaltung des Palastes auf dem Quirinal angelehnt ist. Jenseits der den Hof abgrenzenden östlichen Mauer errichtete van Santen das große Wassertheater mit den Wasserspielen und gegenüber eine große Loggia, die zum alten hängenden Garten führt. Zwischen diesen Bauteilen entstand ein großer italienischer Garten. Auf der Westseite des großen Hofes wurde die lange Galerie errichtet, um die Villa mit der bestehenden Retirata zu verbinden. Zusätzlich wurde im westlichen Teil die Küche erweitert und gegenüber dem alten hängenden Garten ein Gioco della Palla errichtet, um die Nordansicht symmetrisch zu gestalten.
Das Prestigeobjekt wurde während des Ausbaus und nach seiner Fertigstellung noch etliche Jahre von hohen kirchlichen Würdenträgern zu diversen Anlässen genutzt.
Anfang 1865 verpachtete Marcantonio Borghese, (vermutlich) der letzte Eigentümer des Anwesens aus der Familie Borghese, das Anwesen an den Jesuitenorden, welcher dort im Februar 1865 eine Schulungsstätte („Nobile Collegio Mondragone“) eröffnete. 1896 erwarben die Jesuiten die Villa Mondragone zu Eigentum.
Das Jesuitenkolleg in der Villa Mondragone stellte 1953 seinen Betrieb ein. 1981 wurde das Anwesen von den Jesuiten an seine jetzigen Eigentümerin, die Universität von Rom (Università degli Studi di Roma Tor Vergata) veräußert, die umfangreiche Renovierungsarbeiten veranlasste. Der Hochschule dient das Anwesen heute unter anderem als unweit von Rom gelegene, moderne Tagungsstätte.
Die Anlage der Villa besteht aus einem Hauptgebäude, an dessen Rückseite sich ein großer Innenhof anschließt, der links von einem Galeriegebäude, das heute die Bibliothek beherbergt, begrenzt, nach rechts zum Garten hin geöffnet ist. Gegenüber dem Hauptgebäude liegt auf der Rückseite des Innenhofes ein weiteres großes Gebäude, in dem sich heute die Tagungsräume befinden.
Die Dekoration im Innern der Villa aus Fresken, Reliefs und Skulpturen ist großenteils erhalten, beispielsweise im Saal der Karyatiden und im Roten Saal sowie in der St.Georgskapelle.
In den Gartenanlagen sind die fontana dei draghi (Drachenbrunnen) und der giardino segreto sowie das Eingangstor erhalten.

## Nutzung
Die Villa Mondragone ist, ungeachtet ihrer Baugeschichte, mit mindestens zwei geschichtlichen Ereignissen in Verbindung zu bringen:
- Der auf Papst Gregor XIII. zurückzuführende Gregorianische Kalender wurde hier am 24. Februar 1582 von Papst Gregor XIII. mit der Bulle „Inter Gravissimas“ verkündet. Durch die Kalenderreform fielen zwischen dem 4. und 15. Oktober desselben Jahres zehn Tage weg.
- Im Jahre 1912 soll der US-amerikanische Buchhändler Wilfrid Michael Voynich ein eigenartiges Schriftstück, das sogenannte und später nach ihm benannte „Voynich-Manuskript“, von den Jesuiten der Villa Mondragone gekauft haben.

### Rom, Archivio Provinciale dei Padri Gesuiti (APPG)
- Sig. 586/60 Bencivenga: Descizione die consegna del Palazzo di Mondragone nelle Ville Tuscolane spettante a S. E. il Principe di Solmona D. Paolo Borghese…, 1888.
- Sig. 586/61 Istromento Compra-Vendita Vila Mondragone fatta dal Principe Borghese, 1896.

### Vatikan, Archivio Segreto Vaticano (ASV)
- Sig. AB 341 Plan der Villa Mondragone, ca. 1840
- Sig. AB 157, fasc. 149 Plan der Villa Mondragone, 1887
- Sig. AB 1192, VII, 22–23 Pläne für die Restaurierung der Villa Mondragone, 1839
- Sig. AB 1192, XII, 2 Plan der Villa Mondragone und der Farmen im ager tusculanus, 18. Jahrhundert
- Sig. AB 8606, no. 57 Luigi Canina: Plan für die Restauration der Villa Mondragone, 1839.